# 1992 في ليبيا
فيما يلي قوائم الأحداث التي وقعت خلال عام 1992 في ليبيا.

## أحداث
- 22 ديسمبر – الخطوط الجوية العربية الليبية الرحلة 1103

## مواليد

### أبريل
- 1 أبريل – أنيس سالتو لاعب كرة قدم ليبي.
- 8 أبريل – محمد المنير لاعب كرة قدم ليبي.

### نوفمبر
- 22 نوفمبر – محمد الغنودي لاعب كرة قدم ليبي.

## وفيات

### أبريل
- 28 أبريل – حسن السنوسي (مواليد 1928)